# Список видов семейства Antrodiaetidae
Список всех описанных видов пауков семейства Antrodiaetidae на 23 октября 2013 года.

## Aliatypus
Aliatypus Smith, 1908
- Aliatypus aquilonius Coyle, 1974 — США
- Aliatypus californicus (Banks, 1896) — США
- Aliatypus coylei Hedin & Carlson, 2011 — США
- Aliatypus erebus Coyle, 1974 — США
- Aliatypus gnomus Coyle, 1974 — США
- Aliatypus gulosus Coyle, 1974 — США
- Aliatypus isolatus Coyle, 1974 — США
- Aliatypus janus Coyle, 1974 — США
- Aliatypus plutonis Coyle, 1974 — США
- Aliatypus roxxiae Satler & Hedin, 2013 — США
- Aliatypus starretti Satler & Hedin, 2013 — США
- Aliatypus thompsoni Coyle, 1974 — США
- Aliatypus torridus Coyle, 1974 — США
- Aliatypus trophonius Coyle, 1974 — США

## Antrodiaetus
Antrodiaetus Ausserer, 1871
- Antrodiaetus apachecus Coyle, 1971 — США
- Antrodiaetus ashlandensis Cokendolpher, Peck & Niwa, 2005 — США
- Antrodiaetus cerberus Coyle, 1971 — США
- Antrodiaetus coylei Cokendolpher, Peck & Niwa, 2005 — США
- Antrodiaetus effeminatus Cokendolpher, Peck & Niwa, 2005 — США
- Antrodiaetus gertschi (Coyle, 1968) — США
- Antrodiaetus hadros (Coyle, 1968) — США
- Antrodiaetus hageni (Chamberlin, 1917) — США
- Antrodiaetus lincolnianus (Worley, 1928) — США
- Antrodiaetus metapacificus Cokendolpher, Peck & Niwa, 2005 — США
- Antrodiaetus microunicolor Hendrixson & Bond, 2005 — США
- Antrodiaetus montanus (Chamberlin & Ivie, 1935) — США
- Antrodiaetus occultus Coyle, 1971 — США
- Antrodiaetus pacificus (Simon, 1884) — США
- Antrodiaetus pugnax (Chamberlin, 1917) — США
- Antrodiaetus riversi (O. P.-Cambridge, 1883) — США
- Antrodiaetus robustus (Simon, 1891) — США
- Antrodiaetus roretzi (L. Koch, 1878) — Япония
- Antrodiaetus stygius Coyle, 1971 — США
- Antrodiaetus unicolor (Hentz, 1842) — США
- Antrodiaetus yesoensis (Uyemura, 1942) — Япония